# Whistler Olympic Park
Il Whistler Olympic Park è un complesso per la pratica degli sport invernali edificato a Whistler, in Canada, per ospitare diverse gare dei XXI Giochi olimpici invernali di Vancouver 2010. 
Le strutture principali del complesso sono il Whistler Olympic Park Ski Jumps, il trampolino che ha ospitato le gare olimpiche di combinata nordica e di salto con gli sci e lo stadio per lo sci nordico che ha ospitato le gare olimpiche di combinata nordica, di biathlon e di sci di fondo. Sempre a Whistler, nei pressi dell'Olympic Park, sorgono le piste per lo sci alpino e il Whistler Sliding Centre per le gare di bob, di skeleton e di slittino
Il complesso ha ospitato anche le gare di biathlon e di sci di fondo dei X Giochi paralimpici invernali, celebratisi subito la chiusura dei Giochi olimpici.